# Opel 16/18 PS
Der Opel 16/18 PS war ein PKW der Oberklasse, den die Adam Opel KG von 1904 bis 1906 als mittleres Modell dieser Luxusklasse baute.

## Geschichte und Technik
Im gleichen Jahr erschienen der kleinere 14 PS und der größere 30/32 PS mit 2,4 bzw. 4,7 Litern Hubraum. All diese Wagen wurden noch nach Darracq-Lizenzen gebaut.
Der Motor, der dem des größeren Modells 20/22 PS ähnelte, war ein Vierzylinder-Blockmotor mit 3054 cm³ Hubraum (Bohrung × Hub = 90 mm × 120 mm). Er leistete 18 PS (13,2 kW) bei 1200/min. Der seitengesteuerte Motor war wassergekühlt. Die Motorleistung wurde über eine Lederkonuskupplung, ein manuelles Dreiganggetriebe mit Lenkradschaltung und eine Kardanwelle an die Hinterachse weitergeleitet. Die Höchstgeschwindigkeit der Wagen lag bei 60 km/h.
Der Rahmen bestand zwar im Wesentlichen aus Profilstahl, war aber mit Holz armiert. Die beiden Starrachsen waren an halbelliptischen Blattfedern aufgehängt. Die Betriebsbremse war als Außenbandbremse ausgeführt, die auf die Kardanwelle wirkte. Die Handbremse wirkte auf die Trommeln an den Hinterrädern.
Der 16/18 PS war als zweisitziger Phaeton, als viersitziger Tonneau und als viersitziger Doppelphaeton erhältlich. Mit dem billigsten Aufbau (Phaeton) kostete er 10.500 RM.
1905 ersetzte der größere 14/20 PS den 16/18 PS, der allerdings noch bis 1906 weitergebaut wurde.